# Орест Македонски
Орест (на гръцки: Ὀρέστης ὁ Μακεδών; на латински: Orestes) е цар на Македония от 399 г. пр. Хр. до 396 г. пр. Хр.
Той e син на цар Архелай I Македонски и Клеопатра. Когато баща му Архелай е убит при заговор от Кратей, Орест е още дете. След няколко дни или месеца Орест смъква Кратер и се качва на престола. Управлява заедно с опекуна си Ероп II. Диодор пише, че след четиригодишно управление Ероп убива Орест и става цар с новото име Архелай II.